# 弦楽セレナーデ (ドヴォルザーク)
弦楽セレナーデ ホ長調 作品22 B.52 は、アントニン・ドヴォルザークが作曲した弦楽合奏のためのセレナーデ。

## 作曲の背景
チャイコフスキーやエルガーがそれぞれ作曲した弦楽セレナードと合わせて「三大弦楽セレナード」の一つとして数えられることもある本作は、ドヴォルザークが33歳だった1875年5月に11日間という短い期間で一気に書き上げられた。
ドヴォルザークは2年前（1873年）に初恋の相手だった女性の妹と結婚しており、本作の作曲に着手する2か月前には、ブラームスや音楽評論家ハンスリックらが審査員を務めるオーストリア政府奨学金の審査に合格、当時の自身の年収の倍を超える額の奨学金を5年間にわたって受給することが決まり、当面の生活の安定が約束された状況下で作曲に打ち込むことが出来るという幸福感からこの作品を書き上げている。
この作品を書き上げた翌月（1875年6月）には、スラヴ的な親しみやすい旋律が満載の『交響曲第5番ヘ長調』の作曲に着手して、1か月余りの期間を費やして完成した。2年後の1877年には『スターバトマーテル』を完成、さらにその翌年の1878年には『スラヴ舞曲集』作品46を作曲して大ヒットとなるなど、前記奨学金受給を契機に本作が書き上げられてからの数年間に作曲された楽曲によって国際的名声を得るに至っている。
本作の初演は作曲の翌年、1876年にプラハ・フィルハーモニー管弦楽団の演奏により行われた。

## 特徴
終楽章のコーダのところで第1楽章の初めに登場した旋律が再び現れる点はチャイコフスキーが作曲した『弦楽セレナード作品48』と共通するところであるが、チャイコフスキーのセレナードが甘く派手なメロディーを有し、宮殿の舞踏会でドレスを纏って踊るが如き優雅なリズムで書かれているのに対し、本作では地味で渋くそこはかとない哀愁の漂う味わい深さを帯びるメロディーを有し、爽やかな青空の下で民族衣装をまとって軽快に踊るが如くのリズムで書かれているといわれており、また恋人に寄せる想いを乗せるが如くの柔らかな響きと気取らぬ陽気さを表す音に溢れ、人懐っこいメロディを形作っているともいわれている。

## 楽曲構成
以下の5楽章で構成されている。
1. Moderato
2. Tempo di valse
3. Scherzo: Vivace
4. Larghetto
5. Finale: Allegro vivace

ソナタ形式風（もしくはロンド・ソナタ形式風）にまとめられた終楽章を除いて、すべての楽章がおおまかな三部形式によっている。

### 第1楽章：Moderato
ホ長調。八分音符のリズムを刻み続けるヴィオラに乗って、第2ヴァイオリンとチェロが抒情的な主要主題を歌い出す。第1ヴァイオリンが舞い上がるような対旋律を歌い出す中、第2ヴァイオリンが広い音域の中を動き回って旋律主題を歌い継いで行く。第31小節において、ト長調へと転調すると、付点リズムが特徴的な、舞曲風の主題が現れる。第54小節でホ長調の主要主題に戻り、そのままホ長調の主和音で終わる。

### 第2楽章：Tempo di valse
揺れ動くような舞曲（ワルツ）の旋律に始まる。嬰ハ短調。最初の楽節が反復されると、ホ長調による第2の楽節が始まる。第2主題の後半では、付点リズムが特徴的な旋律も現れる。第1主題が再帰すると、第1部の締めくくりのカデンツでは、嬰ハ短調の主和音の上にフォルティッシモの記号が添えられている。
第2部は、嬰ハ長調の異名同音音階である変ニ長調に転調する。この楽節の主題が一通り展開された後、第1部が再現される。最後はピカルディ終止によって、（ふたたびフォルティッシモによって）嬰ハ長調の和音で終止する。

### 第3楽章：Scherzo; Vivace
第3楽章は快活できわめて活発な4分の2拍子のスケルツォ。ヘ長調。カノンの技法を用いたスケルツォ主題は、呈示されると、すぐさま様々な楽節や雰囲気のうちに展開される（イ長調のトリオへの転調楽節もその一つ）。全曲で最も単主題的な楽章であり、トリオの結びにおいてもスケルツォ主題が再帰する。その後スケルツォ主題が再現され、コーダにもスケルツォ主題が現れて締め括られる。

### 第4楽章：Larghetto
静けさと憧れに満ちた緩徐楽章。イ長調。この楽章の流れるような旋律と、甘美なフレーズは、精力的な第3楽章と第5楽章の間でクッションの役割を果たしている。この楽章の随所で、第2楽章の第3主題がたえず反響している。

### 第5楽章：Finale; Allegro vivace
弱起の活き活きとしたフィナーレ。4分の2拍子。主部は嬰ヘ短調、後半でホ長調に転調し、そのまま第1楽章の回想になだれ込んだのち閉じられる。
カノン風の下降音型の導入部に始まり、付点リズムが特徴的な第1主題が続いた後、ヴィオラの八分音符の刻みに乗って第2主題が現れる。それから忙しない16分音符の走句にあわせて、ヴァイオリンとチェロがカノン風に呈示と応答によって、ロ長調の第3の主題を呈示する。ラルゲット楽章の楽句が物思わしげに引用され、いったんは徐々に静まってゆく。
すると導入主題と第1主題の再呈示によって再現部が始まり、順々に第2主題と第3主題が再現されていく。第3主題の前打音をともなう音型が繰り返され、シンコペーションの反復進行にたどり着いた後、第1楽章の主要主題が回想され、あたかも始まったときに立ち返って、静けさと平和のうちに終わるかに見せかける。ところが「プレスト」と指示された急速なコーダとなって導入主題が再び現れ、賑々しい性格のままホ長調の主和音を3度鳴らして作品全体を閉じる。